# Saadet Özkan
Saadet Özkan (Esmirna, Turquia, 1978) és una activista turca contra els abusos infantils. És una mestra d'educació primària que va descobrir que els seus alumnes havien estat agredits sexualment pel director de l'escola. Malgrat les pressions del director, va aconseguir que s'investiguessin els abusos. L'any 2017 va guanyar el Premi Internacional Dona Coratge.